# Team Secret

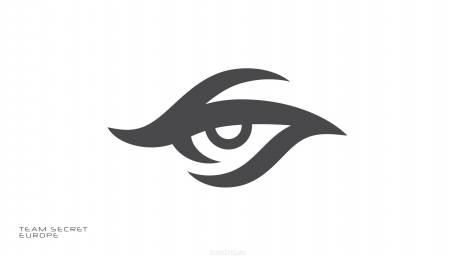

Team Secret ist eine europäische E-Sport-Organisation, welche im August 2014 gegründet wurde.

## Geschichte
Team Secret wurde vor dem The International Turnier 2014 im August von mehreren Dota-2-Spielern gegründet, welche aus den Teams Natus Vincere, Fnatic & Alliance stammten. Ein offizielles Roster wurde allerdings erst nach zwei Monaten für das Star Ladder StarSeries Season X Turnier angekündigt.
Im Juni 2017 verabschiedete sich Team Secret vom CS:GO-Frauen-Team, vom Vainglory Lineup und Silent Wolf, dem einzigen SSBM-Spieler. Sie alle wechselten zum Team Dynasty Gaming.
Im Juli 2018 wurde bekannt, dass Team Secret fünf Spieler des Age-of-Empires-II-Clans TyRanT übernimmt. Nach zwei Jahren wurde die Zusammenarbeit wieder beendet.
Im August 2018 verpflichtete man das Rainbow-Six-Siege-Team i don't know. Das Debüt als Team Secret erfolgte bei den Paris Major am 13. August 2018.
2020 wurde das Team beim Esport Award zum Team des Jahres gewählt.

## Counter Strike Global Offensive

### Ehemalige Spieler
- Nikolett „nylon“ Keszeli (März 2016 – Sept. 2016)
- Julia „juliano“ Kiran (März 2016 – Juni 2017)
- Ksenia „vilga“ Kluenkova  (März 2016 – Juni 2017)
- Michaela „mimimicheater“ Lintrup (März 2016 – Juni 2017)
- Zainab „zAAz“ Turkie (März 2016 – Juni 2017)
- Anna „Ant1ka“ Ananikova (Sept. 2016 – Juni 2017)

### Erfolge
| Datum      | Platz | Turnier                               | Preisgeld |
| 2016       | 2016  | 2016                                  | 2016      |
| ---------- | ----- | ------------------------------------- | --------- |
| März 2016  | 1.    | Copenhagen Games 2016 (CS:GO Female)  | 4.000 $   |
| Juli 2016  | 1.    | Star Ladder Female Stars Championship | 4.000 $   |
| Okt. 2016  | 1.    | eSports World Convention 2016 Women   | 7.000 $   |
| 2017       |       |                                       |           |
| März 2017  | 1.    | Intel Challenge Katowice – 2017       | 15.000 $  |
| April 2017 | 1.    | Copenhagen Games 2017 Female          | 7.900 $   |

## Dota 2

### Aktuelles Lineup
- Miroslav „BOOM“ Bičan (seit Dez. 2022)
- Remco „Crystallis“ Arets (seit Mai 2022)
- Armel „Armel“ Tabios (seit März 2023)
- Daniyal „yamich“ Lazebnyy (seit März 2023)
- Clement „Puppey“ Ivanov (seit Aug. 2014)[5]
- Yazid „YapzOr“ Dscharadat (seit Mai 2017, inaktiv)

### Erfolge (Auswahl)
| Datum      | Platz     | Turnier                                          | Preisgeld   |
| 2014       | 2014      | 2014                                             | 2014        |
| ---------- | --------- | ------------------------------------------------ | ----------- |
| Okt. 2014  | 3. – 4.   | ESL One New York 2014                            | 13.250 $    |
| Okt. 2014  | 2.        | Star Ladder StarSeries Season X                  | 47.100 $    |
| Dez. 2014  | 1.        | Dota Pit League S2                               | 29.144 $    |
| Dez. 2014  | 3.        | The Summit 2                                     | 46.637 $    |
| Dez. 2014  | 1.        | XMG Captains Draft 2.0                           | 96.860 $    |
| 2015       |           |                                                  |             |
| Feb. 2015  | 3.        | Dota 2 Asia Championships 2015                   | 96.860 $    |
| Mai 2015   | 1.        | Red Bull Battle Grounds: Dota 2                  | 38.560 $    |
| Mai 2015   | 1.        | The Summit 3                                     | 115.465 $   |
| Juni 2015  | 1.        | MarsTV Dota 2 League 2015 Spring                 | 108.816 $   |
| Juni 2015  | 1.        | ESL One Frankfurt 2015                           | 118.480 $   |
| Aug. 2015  | 7. – 8.   | The International 2015                           | 829.333 $   |
| Sept. 2015 | 1.        | World Cyber Arena 2015 – European Pro Qualifiers | 45.000 $    |
| Okt. 2015  | 2.        | ESL One New York 2015                            | 57.325 $    |
| Okt. 2015  | 2.        | MLG World Finals                                 | 113.980 $   |
| Nov. 2015  | 1.        | Nanyang Dota 2 Championships                     | 105.690 $   |
| Nov. 2015  | 2.        | The Frankfurt Major 2015                         | 405.000 $   |
| 2016       |           |                                                  |             |
| März 2016  | 1.        | The Shanghai Major 2016                          | 1.110.000 $ |
| April 2016 | 5. – 6.   | ESL One Manila 2016                              | 12.500 $    |
| Mai 2016   | 7. – 8.   | EPICENTER 2016                                   | 10.000 $    |
| Juni 2016  | 13. – 16. | The Manila Major 2016                            | 30.000 $    |
| Juli 2016  | 2.        | Star Ladder i-League StarSeries Season 2         | 60.000 $    |
| Aug. 2016  | 13. – 16. | The International 2016                           | 103.850 $   |
| Okt. 2016  | 4.        | Mars Dota 2 League 2016 Autumn                   | 18.750 $    |
| Okt. 2016  | 1.        | FACEIT Invitational                              | 10,000 $    |
| Nov. 2016  | 1.        | ROG MASTERS                                      | 71.250 $    |
| 2017       |           |                                                  |             |
| Feb. 2017  | 2.        | Star Ladder i-League StarSeries Season 3         | 15.000 $    |
| Nov. 2017  | 9. – 16.  | The Kiev Major 2017                              | 62.500 $    |
| 2018       |           |                                                  |             |
| März 2018  | 1.        | DreamLeague Season 9                             | 125.000 $   |
| Aug. 2018  | 5. – 6.   | The International 2018                           | 1.148.948 $ |
| Nov. 2018  | 2.        | The Kuala Lumpur Major                           | 170.000 $   |
| 2019       |           |                                                  |             |
| Jan. 2019  | 1.        | The Chongqing Major                              | 350.000 $   |
| Mai 2019   | 1.        | MDL Disneyland Paris Major                       | 350.000 $   |
| Aug. 2019  | 4.        | The International 2019                           | 2.059.804 $ |
| 2020       |           |                                                  |             |
| Jan. 2020  | 1.        | DreamLeague Season 13                            | 300.000 $   |
| Sep. 2020  | 1.        | OMEGA League                                     | 200.000 $   |
| 2021       |           |                                                  |             |
| Okt. 2021  | 3.        | The International 10                             | 3.601.600 $ |
| 2022       |           |                                                  |             |
| Juli 2022  | 3. – 4.   | Riyadh Masters 2022                              | 425.000 $   |
| Okt. 2022  | 2.        | The International 2022                           | 2.461.033 $ |

## Street Fighter

### Aktuelle Spieler
- Lee „Poongko“ Chung Gon (seit April 2016)

### Erfolge
| Datum     | Platz | Turnier                         | Preisgeld |
| 2016      | 2016  | 2016                            | 2016      |
| --------- | ----- | ------------------------------- | --------- |
| Juni 2016 | 3.    | CEO 2016 (USFIV)                | 122 $     |
| Juli 2016 | 3.    | Evo 2016 (Tekken 7)             | 549 $     |
| Okt. 2016 | 1.    | SoCal Regionals 2016 (Tekken 7) | 1.965 $   |
| Okt. 2016 | 1.    | Canada Cup 2016 (Tekken 7)      | 2.000 $   |

## Vainglory

### Ehemalige Spieler
- Ricardo „KValafar“ Gonçalves (seit Jan. 2016)
- Vivien „Mowglie“ Dugoujon (seit Jan. 2016)
- Alessandro „Palmatoro“ Palmarini (seit Jan. 2016)

### Erfolge
| Datum     | Platz | Turnier                              | Preisgeld |
| 2016      | 2016  | 2016                                 | 2016      |
| --------- | ----- | ------------------------------------ | --------- |
| März 2016 | 1.    | EU Winter Live Championship 2016     | 15.000 $  |
| Juni 2016 | 1.    | Europe 2016 Spring Live Championship | 15.000 $  |

## Super Smash Bros

### Ehemalige Spieler
- Otto „Silent Wolf“ Bisno (seit April 2016)

### Erfolge
| Datum      | Platz | Turnier                         | Preisgeld |
| 2015       | 2015  | 2015                            | 2015      |
| ---------- | ----- | ------------------------------- | --------- |
| Sept. 2015 | 3.    | HTC Throwdown                   | 2.118 $   |
| 2016       |       |                                 |           |
| April 2016 | 3.    | Emerald City 2 (SSBM Singles)   | 338,80 $  |
| April 2016 | 3.    | Smash Summit 2 (SSBM Crews)     | 375 $     |
| Juni 2016  | 2.    | Emerald City III (SSBM Singles) | 482 $     |
| Juli 2016  | 1.    | Emerald City 4 (SSBM Singles)   | 840 $     |
| Aug. 2016  | 3.    | Shine 2016 (SSBM Doubles)       | 378 $     |
| Sept. 2016 | 3.    | Dairly Beloved                  | 203 $     |
| Sept. 2016 | 1.    | Finding our Dad                 | 220,50 $  |
| Okt. 2016  | 1.    | FastFall or Nothing (Singles)   | 454,50 $  |
| Nov. 2016  | 1.    | SMASH20 (Singles)               | 202,50 $  |
| 2017       |       |                                 |           |
| Jan. 2017  | 1.    | Genesis 4 (SSBM Crews)          | 300 $     |

## Age of Empires II

### Ehemalige Spieler
- Ørjan „TheViper“ Larsen
- Roberto „TaToH“ Jiménez
- Marco „JorDan_23“ Bloch
- Chris „slam“ Gregson
- Darko „DauT“ Dautovic
- Sven „Nili“ Reichardt

## Rainbow Six: Siege

### Spieler
- Louis „Helbee“ Bureau (Coach)
- Matthew „meepeY“ Sharples (Team Captain)
- Leon „LeonGids“ Giddens
- Bryan „Elemzje“ Tebessi[6]
- Aku "Fonkers" Seppä[7]
- Daniel “Ferral” Rotheram[8]

## Fortnite

### Aktuelle Spieler
- Domeniks „Domentos“ Bunts (Team Captain)[9]
- Milan Lopes „Milan“
- Joakim „Osmo“ Osmo[10]